# Lucio Casio Longino (cónsul 30)
Lucio Casio Longino (en latín, Lucius Cassius Longinus) fue un político romano del siglo I. 

## Familia
Longino pertenecía a la noble familia romana de la gens Casia. Tenía el mismo nombre que su padre, quien había sido consul suffectus en el año 11. Asimismo era hermano de Gayo Casio Longino, quien lo sustituyó como cónsul.
Fue el marido de Julia Drusila, la hermana de Calígula.

## Carrera política
Longino fue cónsul en el año 30, con su hermano Cayo como consul suffectus, siendo Tiberio emperador, aunque el poder efectivo lo ejercía Sejano.
Además, Longino fue un reconocido jurista, con gran influencia en el Senado, que escribió quince libros de derecho civil.
Tiberio ordenó a Casio Longino casarse con Drusila, hija de Germánico y hermana de Calígula quien, siendo ya emperador, le ordenó divorciarse de ella para poder casarla con Marco Emilio Lépido, si bien se habla de un posible amor incestuoso entre los hermanos.
En el año 40, Casio Longino era gobernador en la provincia romana de Asia, desde donde Calígula ordenó devolverlo a Roma cargado de cadenas para luego ejecutarlo.